# Slobodan Milošević
Slobodan Milošević (pronunciado /milóshevich/, pronunciaciónⓘ; en alfabeto cirílico serbio: Слободан Милошевић, pronunciado /sloˈbodan miˈloʃevitɕ/) (Požarevac, 20 de agosto de 1941-La Haya, 11 de marzo de 2006) fue un político yugoslavo y serbio que fue presidente de Serbia desde 1989 hasta 1997 y de República Federal de Yugoslavia desde 1997 hasta su derrocamiento en 2000. Milošević desempeñó un papel importante en las guerras yugoslavas y se convirtió en el primer jefe de Estado en ejercicio acusado de crímenes de guerra.
Nacido en Požarevac, estudió Derecho en la Facultad de Derecho de la Universidad de Belgrado, durante la cual se unió a la Liga de Juventudes Socialistas de Yugoslavia. Desde la década de 1960 fue asesor del alcalde de Belgrado y en la década de 1970 fue presidente de grandes empresas como protegido del líder serbio Ivan Stambolić. Milošević fue un miembro de alto rango de la Liga de los Comunistas de Serbia (SKS) durante la década de 1980 y llegó al poder en 1987 después de derrocar a sus oponentes, incluido Stambolić. Fue elegido presidente de la República Socialista de Serbia en 1989 y lideró la revolución antiburocrática, reformando la constitución de Serbia y haciendo la transición del estado a un sistema multipartidista, reduciendo el poder de las provincias autónomas. Dirigió el Partido Socialista de Serbia desde su fundación en 1990 hasta su muerte. Tras las elecciones generales de 1990, Milošević instauró un gobierno de partido dominante mientras su partido conservaba el control sobre los recursos económicos del Estado. Durante su presidencia, se produjeron protestas contra el gobierno y la guerra, y cientos de miles de personas desertaron del Ejército Popular Yugoslavo controlado por Milošević, lo que provocó una emigración masiva de Serbia.
Durante el bombardeo de la OTAN a Yugoslavia en 1999, Milošević fue acusado por el Tribunal Penal Internacional para la antigua Yugoslavia (TPIY) por crímenes de guerra relacionados con la Guerra de Bosnia, la Guerra de Independencia de Croacia y la Guerra de Kosovo. Tras dimitir de la presidencia yugoslava en el año 2000 en medio de manifestaciones contra las controvertidas elecciones presidenciales, Milošević fue arrestado por las autoridades federales yugoslavas en marzo de 2001 bajo sospecha de corrupción, abuso de poder y malversación de fondos.  La investigación inicial fracasó y fue extraditado al TPIY para ser juzgado por crímenes de guerra. Milošević denunció la ilegalidad del Tribunal y se negó a nombrar un abogado para llevar a cabo su propia defensa. Murió de un ataque cardíaco en su celda en La Haya en 2006, antes de que pudiera concluir el juicio. El Tribunal negó la responsabilidad por su muerte, afirmando que el paciente se había negado a tomar los medicamentos recetados para sus dolencias cardíacas y que en lugar de ello se había medicado él mismo. Después de su muerte, el TPIY y el Mecanismo Residual Internacional de los Tribunales Penales determinaron que formaba parte de una empresa criminal conjunta que utilizaba la violencia, como la limpieza étnica, para expulsar a croatas, bosnios y albaneses de partes de Croacia, Bosnia y Herzegovina y Kosovo. La Corte Internacional de Justicia (CIJ) concluyó por separado que no había pruebas que lo vincularan con el genocidio cometido por las fuerzas serbias de Bosnia durante la guerra de Bosnia, pero se encontró que Milošević había violado la Convención sobre el Genocidio al no impedir que ocurriera el genocidio ni exigir responsabilidades a los involucrados.
Los observadores han descrito el comportamiento político de Milošević como populista, ecléctico y oportunista. El gobierno de Milošević ha sido descrito y señalado como autoritario o autocrático, así como cleptocrático, con acusaciones de fraude electoral, asesinatos, supresión de la libertad de prensa y brutalidad policial.

## Primeros años

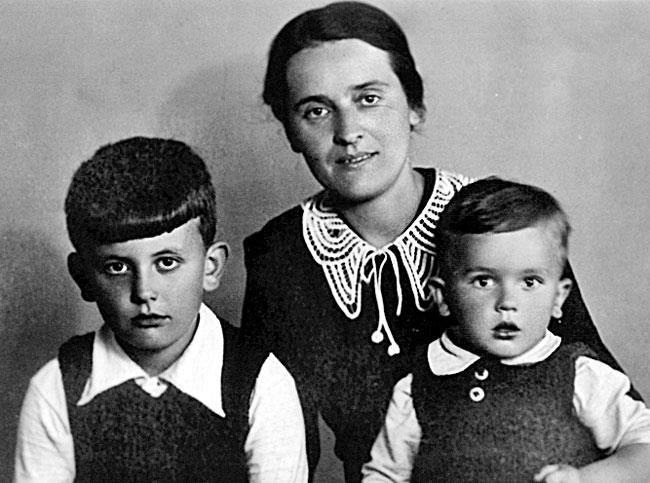
Slobodan Milošević (derecha) junto con su madre y hermano, cuando aún era un niño.

Slobodan Milošević nació en la localidad serbia de Požarevac en el seno de una familia acomodada que procedía de Montenegro. Su madre era maestra y su padre era teólogo. Nació en Požarevac, cuatro meses después de la invasión del Eje al Reino de Yugoslavia, y se crió durante la ocupación italo-alemana en la Segunda Guerra Mundial. Tenía un hermano mayor, Borislav, que más tarde se convertiría en diplomático. Sus padres se separaron después de la guerra.
En 1953 se afilió a la entonces Liga de los Comunistas de Yugoslavia, nombre con el que se conoció al Partido Comunista de Yugoslavia (SKJ) a partir de 1952. Durante sus estudios universitarios, entabló amistad con Ivan Stambolić, cuyo tío, Petar Stambolić, había sido presidente del Consejo Ejecutivo Serbio (el equivalente a un primer ministro). Esto resultó ser una conexión crucial para las perspectivas profesionales de Milošević, ya que Stambolić patrocinó su ascenso en la jerarquía de la SKJ. Su padre, el teólogo ortodoxo serbio Svetozar Milošević, se suicidó en 1962. El padre de Svetozar, Simeun, era oficial del Ejército montenegrino. La madre de Milošević, Stanislava (de soltera  Koljenšić), maestra de escuela y también miembro activo del Partido Comunista, se suicidó también, en 1972, así como su hermano (tío materno de Milošević), Milisav Koljenšić, en 1963, quien fue un general de división del Ejército Popular Yugoslavo. Estudió Derecho en la Universidad de Belgrado, donde se licenció en 1964. En ese momento inicia su actividad profesional en la administración de la República Socialista de Serbia, y más concretamente en el ayuntamiento de la entonces capital yugoslava de Belgrado, primero como asesor del alcalde y luego como jefe del servicio de información municipal.
En 1965 se casó con Mirjana Marković, que provenía de una familia partisana y ocupaba la cátedra de Teoría Marxista en la Universidad de Belgrado. Tras su graduación en 1966, Milošević se convirtió en asesor económico del alcalde de Belgrado, Branko Pešić. Cinco años más tarde, se casó con su amiga de la infancia, Mirjana Marković, con quien tuvo dos hijos: Marko y Marija. Marković tendría cierta influencia en la carrera política de Milošević tanto antes como después de su ascenso al poder. En 1968, Milošević consiguió un trabajo en la empresa Tehnogas, donde trabajaba Stambolić, y se convirtió en su presidente en 1973. En 1978, el patrocinio de Stambolić había permitido a Milošević convertirse en el director de Beobanka, uno de los bancos más grandes de Yugoslavia; sus frecuentes viajes a París y Nueva York le dieron la oportunidad de aprender inglés.
En 1968 se pasó al mundo empresarial, en el que ocupó puestos de responsabilidad en la empresa autogestionaria, característica del régimen económico yugoslavo, basado en el llamado socialismo autogestionario. Comenzó a trabajar en la compañía energética estatal Technogas, en donde en 1973 fue nombrado director general. Diez años después de abandonar el consistorio de Belgrado, en 1978, accedió a la dirección del mayor banco de Yugoslavia, el Banco Unido de Belgrado (Beogradska Banka).

## Actividad política

### Los inicios y su ascenso a la presidencia de Serbia
Tras la muerte de Tito en 1980, Milošević comenzó a abrirse paso en el mundo de la política. Aunque aparecía como un hombre de carácter introvertido, en 1983 fue elegido miembro del Presidium del Comité Central de la Liga de los Comunistas de Serbia y, al año siguiente, presidente del Comité Municipal en Belgrado. El 21 de febrero de 1986, la Alianza Socialista de los Trabajadores lo apoyó unánimemente como candidato presidencial para el Comité Central de la Liga de los Comunistas de Serbia, la rama serbia del SKJ, y el 15 de mayo, sustituyó a Ivan Stambolić en la presidencia del Comité Central de la LCS, siendo posteriormente reelegido en 1988. 

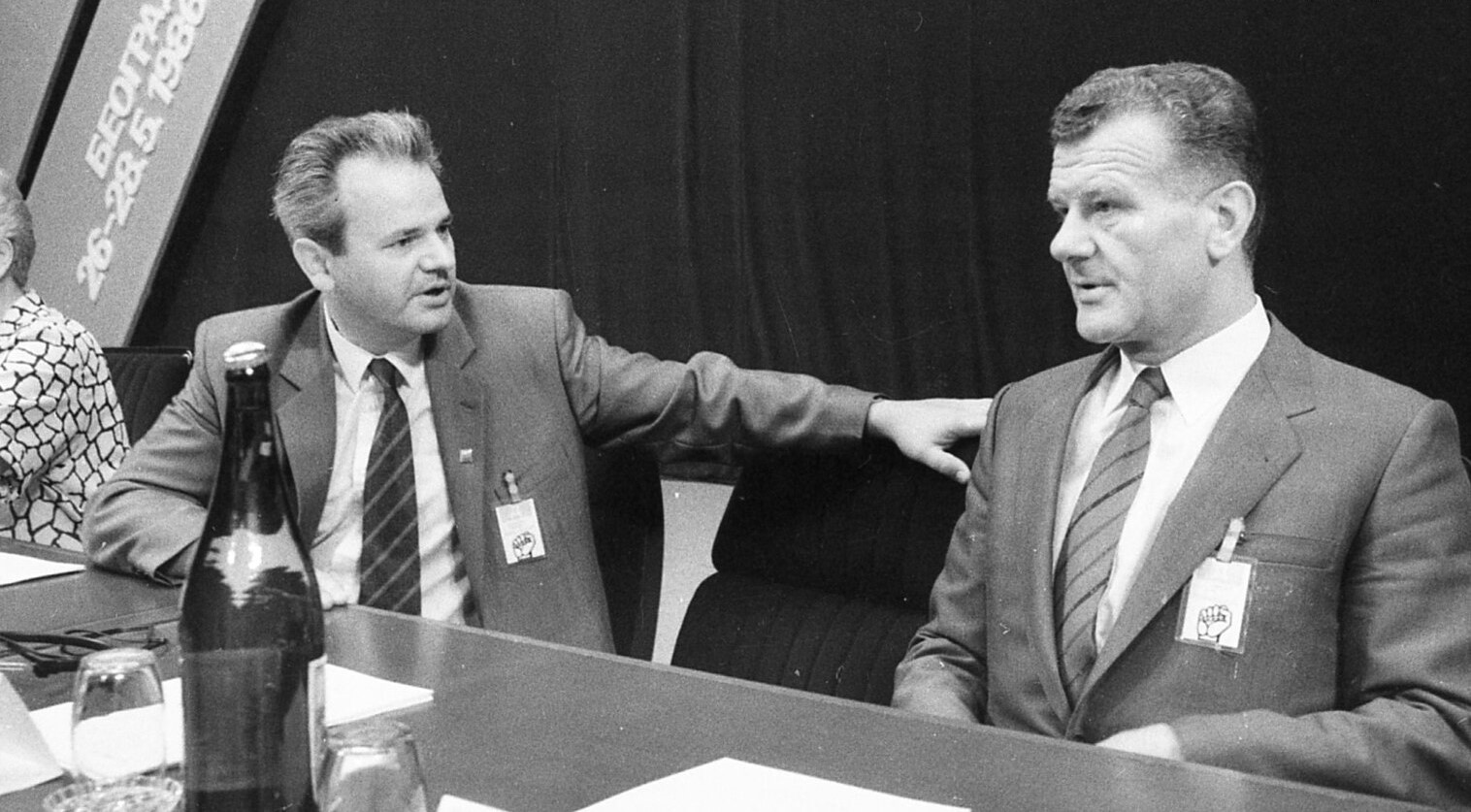
Milošević junto a Ivan Stambolić en 1986.

Milošević surgió en 1987 como una figura influyente en la política serbia tras declarar su apoyo a los serbios de la Provincia Autónoma Socialista de Kosovo, quienes afirmaban estar oprimidos por el gobierno provincial, dominado por el grupo étnico mayoritario de Kosovo, los albaneses. Milošević alegó que las autoridades albanesas habían abusado de su poder, que la autonomía de Kosovo estaba permitiendo el afianzamiento del separatismo en Kosovo y que los derechos de los serbios de la provincia se violaban regularmente. Como solución, exigió un cambio político para reducir la autonomía, proteger los derechos de la minoría serbia e iniciar una enérgica represión del separatismo en Kosovo.
Milošević fue criticado por sus oponentes, quienes afirmaron que él y sus aliados intentaban fortalecer la posición de los serbios en Yugoslavia a expensas de los albanokosovares y otras etnias, una política que acusaron de nacionalista, un tabú en el sistema comunista yugoslavo y, en la práctica, un delito político, ya que el nacionalismo se consideraba una violación del compromiso de los comunistas yugoslavos con la "Hermandad y Unidad". Milošević siempre negó las acusaciones de nacionalismo o de haber explotado el nacionalismo serbio en su ascenso al poder. En una entrevista con Time en 1995, se defendió de estas acusaciones afirmando que representaba a todas las nacionalidades de Yugoslavia: «Todos mis discursos hasta 1989 se publicaron en mi libro. Se puede ver que no había nacionalismo en ellos. Expliquémos por qué creemos que es bueno preservar Yugoslavia para todos los serbios, croatas, musulmanes y eslovenos como nuestro país común. Nada más». Sin embargo, a Milošević se le describió como un "nacionalista de izquierda".
A medida que la animosidad entre serbios y albaneses en Kosovo se intensificaba durante la década de 1980, Milošević fue enviado a dirigirse a una multitud de serbios en el histórico campo de Kosovo el 24 de abril de 1987. Mientras Milošević hablaba con los líderes dentro del centro cultural local, los manifestantes que se encontraban afuera se enfrentaron con la policía albanokosovar local. El New York Times informó que «una multitud de 15.000 serbios y montenegrinos apedreó a la policía después de que esta usara porras para alejar a la gente de la entrada del centro cultural de Kosovo Polje». Milošević escuchó el alboroto y fue enviado afuera para calmar la situación. Un video del evento muestra a Milošević respondiendo a las quejas de la multitud de que la policía estaba golpeando a la gente diciendo: "No volverán a ser golpeados". Más tarde esa noche, la televisión serbia emitió el video del encuentro de Milošević. En la biografía de Milošević escrita por Adam LeBor, se dice que la multitud atacó a la policía y la respuesta de Milošević fue: "¡Nadie debería atreverse a golpearte otra vez!". Aunque Milošević solo se dirigía a un pequeño grupo de personas a su alrededor y no al público, se le ha concedido una gran importancia a esa declaración. Stambolić, tras su mandato como presidente, dijo que había visto ese día como «el fin de Yugoslavia».
Dragiša Pavlović, aliado de Stambolić y sucesor de Milošević al frente del Comité de Belgrado de la Liga Comunista, fue expulsado del partido durante la 8.ª Sesión de la Liga de Comunistas de Serbia tras criticar públicamente la política del partido en Kosovo. El comité central votó abrumadoramente a favor de su destitución: 106 miembros votaron a favor, 8 en contra y 18 se abstuvieron. Stambolić fue despedido después de que funcionarios comunistas en Belgrado lo acusaran de abuso de poder durante el caso Pavlović. Stambolić fue acusado de enviar una carta secreta al Presídium del partido, en lo que se consideró un intento de abusar del peso de su cargo como presidente serbio, para impedir la votación del comité central sobre la expulsión de Pavlović del partido. Sin embargo, en 2002, Adam LeBor y Louis Sell mencionaron que Pavlović fue destituido en realidad porque se opuso a las políticas de Milošević hacia los serbiokosovares. Sostienen que, en contra de los consejos de Stambolić, Milošević había denunciado a Pavlović por su indiferencia hacia los radicales albaneses. LeBor y Sell afirman que Milošević preparó el terreno para su ascenso al poder al reemplazar discretamente a los partidarios de Stambolić con su propia gente, forzando así a Pavlović y Stambolić a abandonar el poder. En febrero de 1988, se formalizó la dimisión de Stambolić, lo que permitió a Milošević asumir la presidencia de Serbia. Milošević inició entonces un programa de reformas de libre mercado respaldadas por el Fondo Monetario Internacional, creando en mayo de 1988 la "Comisión Milošević", integrada por los principales economistas neoliberales de Belgrado.

### Revolución antiburocrática
A partir de 1988, la revolución antiburocrática condujo a la dimisión de los gobiernos de la Provincia Autónoma Socialista de Voivodina y de la República Socialista de Montenegro, y como consecuencia, la elección de funcionarios aliados con Milošević. Según el escrito de acusación del TPIY contra Milošević: «De julio de 1988 a marzo de 1989, se produjeron en Voivodina y Montenegro una serie de manifestaciones y concentraciones en apoyo de las políticas de Slobodan Milošević —la 'Revolución Antiburocrática'—. Estas protestas llevaron a la destitución de los respectivos gobiernos provinciales y republicanos; los nuevos gobiernos apoyaron a Slobodan Milošević y le mostraron su deuda». Los partidarios de Milošević afirman que la revolución antiburocrática fue un auténtico movimiento político de base. En respuesta a la acusación, el Dr. Branko Kostić, entonces representante de Montenegro en la Presidencia de Yugoslavia , declaró: «Bueno, me parece una tontería. Si un gobierno o un liderazgo apoyara a Milošević, sería normal que él se sintiera en deuda con ellos, no al revés». Añadió que Milošević gozaba de un genuino apoyo popular porque «su nombre en aquel momento brillaba con fuerza en la arena política de toda la Yugoslavia federal... y mucha gente lo veía como una persona que finalmente podría impulsar las cosas». Kosta Bulatović, organizador de las manifestaciones antiburocráticas, afirmó: «Todo esto fue espontáneo»; la motivación para protestar «provenía de las bases».
Los críticos de Milošević afirman que planeó y organizó cínicamente la revolución antiburocrática para fortalecer su poder político. Stjepan Mesić, quien fue el último presidente de una Yugoslavia unificada (en el preludio de estos eventos), afirmó que Milošević, «con la política que implementó, desmanteló el gobierno autónomo de Voivodina, elegido legalmente, y en Montenegro implementó una revolución antiburocrática, como se la denomina, mediante la cual destruyó Yugoslavia». Al comentar sobre el papel de Milošević, el presidente esloveno Milan Kučan declaró: «En Eslovenia, ninguno de nosotros creía que estas fueran reuniones y mítines espontáneos». Acusó al gobierno serbio de avivar deliberadamente las pasiones nacionalistas, y la prensa eslovena publicó artículos comparando a Milošević con el dictador fascista italiano Benito Mussolini, es decir, un exsocialista que se convirtió en nacionalista. Milošević sostuvo que tales críticas eran infundadas y equivalían a "propagar el odio a Serbia".
En Voivodina, donde el 54% de la población era serbia, se estima que 100,000 manifestantes se congregaron frente a la sede del Partido Comunista en Novi Sad el 6 de octubre de 1988 para exigir la dimisión del liderazgo provincial. La mayoría de los manifestantes eran trabajadores de la ciudad de Bačka Palanka, a 40 kilómetros al oeste de Novi Sad. Apoyaban a Milošević y se oponían a las medidas del gobierno provincial para bloquear las próximas enmiendas a la constitución serbia.The New York Times informó que las manifestaciones se llevaron a cabo "con el apoyo de Slobodan Milošević" y que "diplomáticos y yugoslavos especularon sobre si el Sr. Milošević, cuyo poder sobre las multitudes [era] grande, había participado en la organización de las manifestaciones de Novi Sad". Las manifestaciones tuvieron éxito; la dirección provincial dimitió y la Liga de Comunistas de Voivodina eligió una nueva dirección. En las elecciones que siguieron, el Dr. Dragutin Zelenović, un aliado de Milošević, fue elegido como miembro de la Presidencia de Yugoslavia, por la de la PAS de Voivodina.
El 10 de enero de 1989, la revolución antiburocrática continuó en Montenegro, que tenía el salario mensual promedio más bajo de Yugoslavia, una tasa de desempleo de casi el 25% y donde una quinta parte de la población vivía por debajo del umbral de pobreza. Unos 50,000 manifestantes se reunieron en la capital montenegrina de Titogrado (ahora Podgorica) para protestar por la situación económica de la república y exigir la renuncia de su liderazgo. Al día siguiente, la presidencia estatal de Montenegro presentó su dimisión junto con los delegados montenegrinos en el Politburó yugoslavo. El representante de Montenegro en la presidencia federal, Veselin Đuranović, afirmó que la decisión de dimitir "estaba motivada por un sentido de responsabilidad ante la situación económica". Se vio a manifestantes portando retratos de Milošević y gritando su nombre, pero The New York Times informó que "no hay evidencia de que el líder serbio haya desempeñado un papel organizador" en las manifestaciones. Se celebraron elecciones multipartidistas en Montenegro por primera vez tras la revolución antiburocrática. Nenad Bućin, opositor a las políticas de Milošević, fue elegido representante de Montenegro en la presidencia colectiva de Yugoslavia, y Momir Bulatović, aliado de Milošević, fue elegido como Presidente de la República Socialista de Montenegro.
En mayo de 1989 fue elegido presidente de la República Socialista de Serbia. Este rápido recorrido, que en siete años lo elevó desde los puestos meramente técnicos fuera del mundo político a la presidencia de la república autónoma más importante de Yugoslavia, fue sorprendente para todos. Milošević reunía un perfil de técnico burócrata.
Su rápido ascenso político coincidió con una radicalización del nacionalismo que se operaba en la sociedad yugoslava, en los momentos en que el socialismo perdía fuerza: ese mismo año decide transformar la sección serbia de la Liga de los Comunistas de Yugoslavia en el Partido Socialista de Serbia. Bajo su dirección, y de manera similar a Franjo Tuđman en Croacia, se inició una afirmación institucional de la identidad serbia, en detrimento de las demás minorías nacionales yugoslavas. El 28 de junio de 1989, en plena efervescencia nacionalista, Milošević se organizó en Kosovo Polje, el escenario de la Batalla de Kosovo, en el 600º aniversario de la derrota contra los turcos, donde, ante una multitud de un millón de personas, pronunció el célebre Discurso de Gazimestán, una exaltación de la batalla, que trajo graves enfrentamientos y consecuencias futuras, que muchos analistas consideran el "pistoletazo de salida" a las Guerras Yugoslavas.
En este contexto pactó con Franjo Tuđman, entonces presidente de Croacia, el Acuerdo de Karađorđevo para el reparto de Bosnia (ya orientada a la independencia) entre serbios y croatas. También, desde su nueva posición de poder, decide anular todas las concesiones autonómicas a la provincia de Kosovo y modificar la Carta Magna para conceder más poder ejecutivo al presidente. En la oposición, algunas voces empiezan a elevarse contra la amenaza nacionalista (Círculo de Belgrado), pero el 20 de diciembre de 1992 Milošević es de nuevo reelegido como presidente, esta vez en elecciones con sufragio universal directo.

### Las guerras yugoslavas

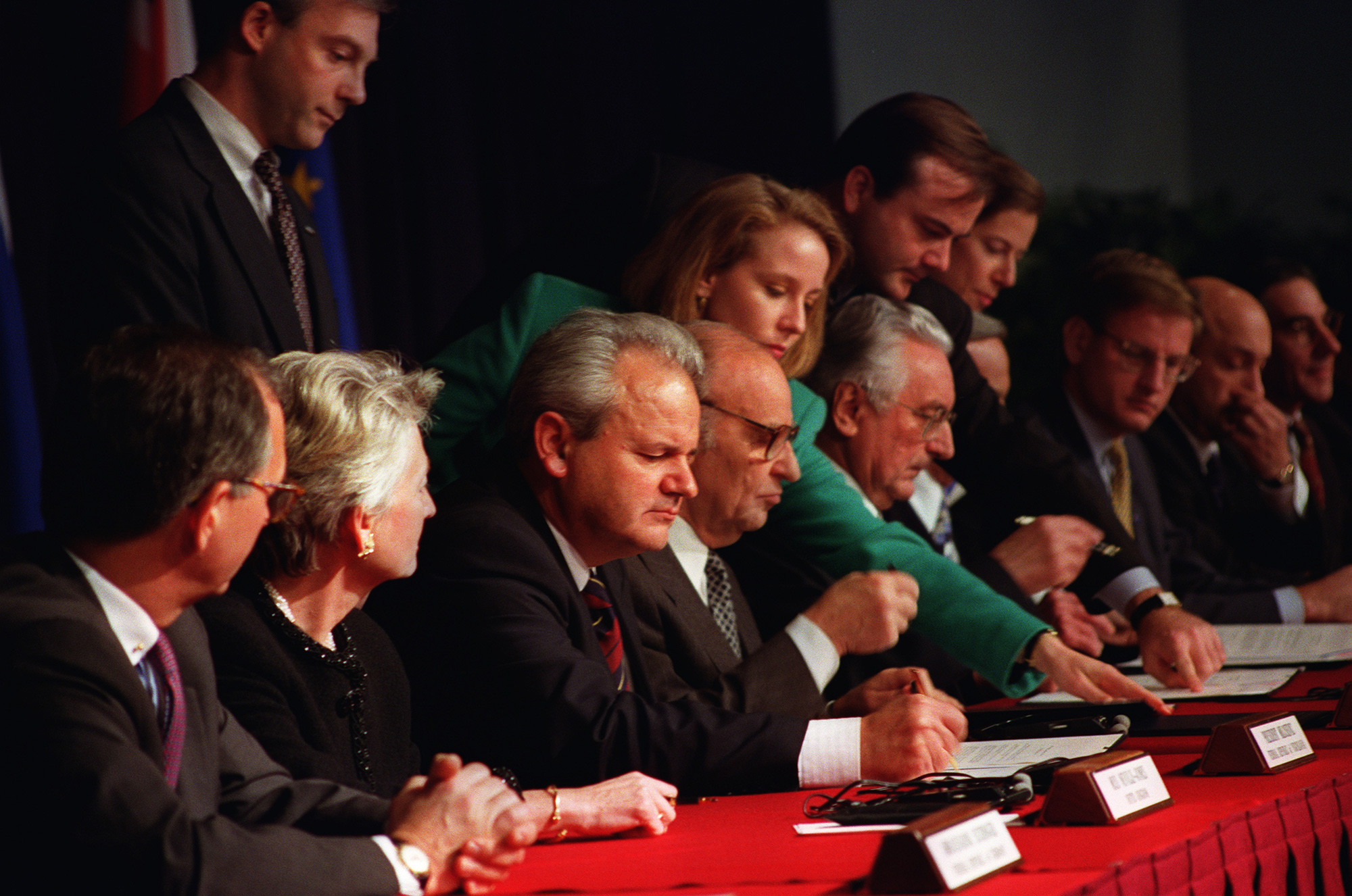
Firma de los Acuerdos de Dayton en 1995 por los presidentes de Serbia (Slobodan Milošević), Bosnia y Herzegovina (Alija Izetbegović) y Croacia (Franjo Tudjman).

Ya al poco de su llegada al poder a finales de los 80, se empezaba a especular del peligro que suponía para el futuro de Yugoslavia la actitud de Milosevic y la importante amenaza de que la federación Yugoslava acabara rompiéndose en varios países enfrentados entre sí o Milosevic gobernando con una dictadura militar con una fuerte represión étnica a los no-serbios. A principios de 1990, llegó la intención de declarar la guerra..

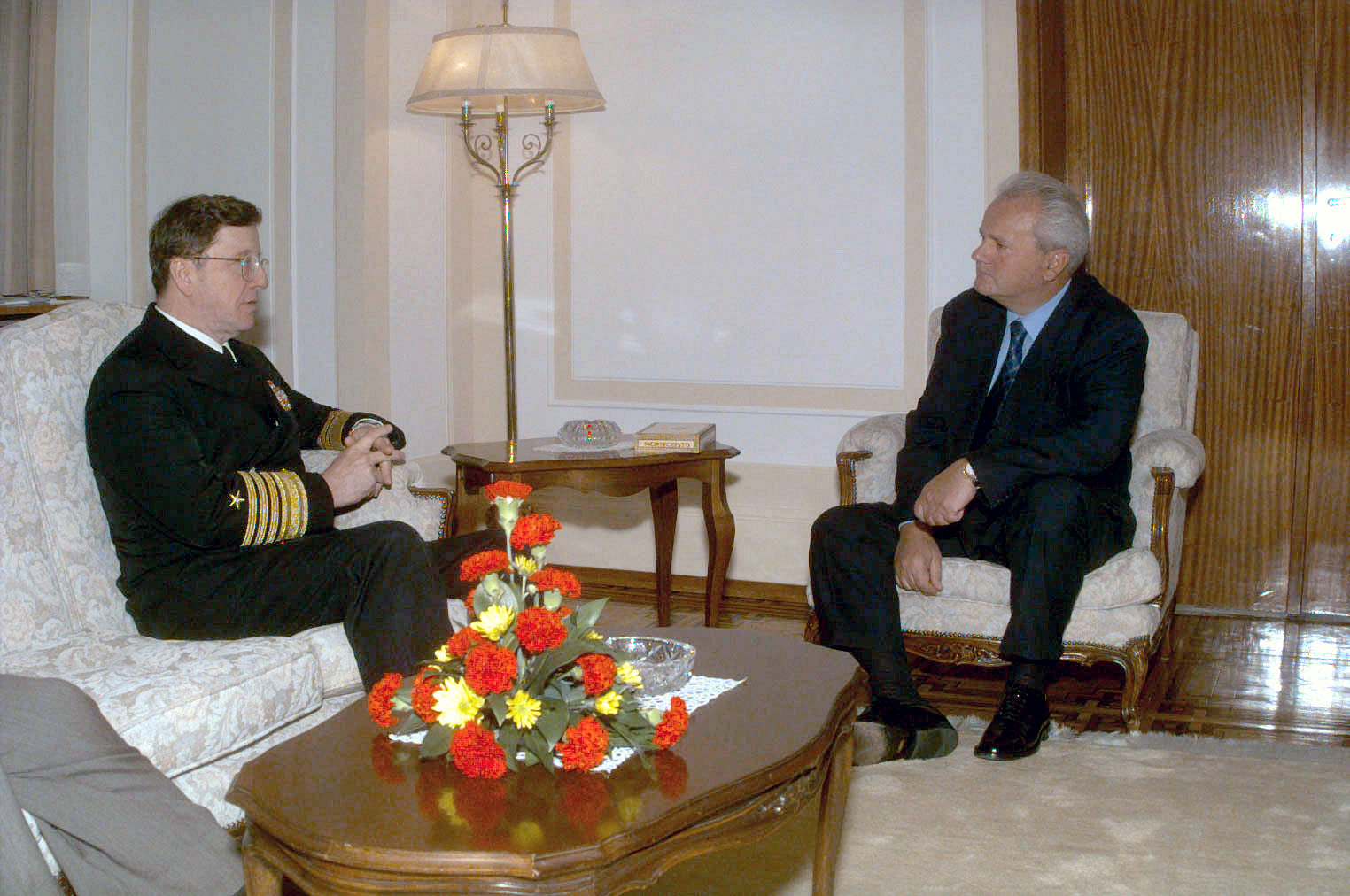
Milosevic, en 1996 durante una reunión con el almirante Joseph López, comandante de las fuerzas de IFOR.

No pudo entrar en territorio estadounidense en octubre de 1995 para participar en las negociaciones de paz con Croacia y Bosnia-Herzegovina, los llamados Acuerdos de Dayton. Algunos sectores consideraron que las elecciones municipales de 1996 fueron un fraude, lo que desencadenó una gran oleada de protestas, con manifestaciones diarias en Belgrado durante diciembre de ese año y comienzos de 1997.
En el contexto de la desintegración de la República Federal Socialista de Yugoslavia y las tres guerras que allí se produjeron donde se dieron episodios de ataques deliberados contra la población civil, que han sido calificados como «crímenes contra la humanidad, de genocidio y limpieza étnica», y la responsabilidad que Milošević tenía por ser presidente de Serbia, fue llamado, por algunos medios de comunicación, por buena parte de la opinión pública occidental, así como por sus adversarios políticos serbios, El Carnicero de los Balcanes.
Tras su ascenso al poder, y con la caída de regímenes comunistas en Europa del Este, Milošević había potenciado un discurso nacionalista. Varios autores han caracterizado como «cínico» el discurso nacionalista de Milosevic, según los cuales habría estado interesado en él como un mecanismo para mantener el poder y no tanto en la propia Serbia en sí. Otros autores ven en la figura de Milosevic un «chivo expiatorio» sobre el que se habría hecho recaer a posteriori la responsabilidad de todo lo sucedido en los Balcanes durante la década de los 1990.
En octubre del 2000, cuando era casi segura su caída tras fuertes protestas por el pucherazo electoral que hizo, mandó sacar los tanques a la calle para aplastar a su propio pueblo, aunque la orden no fue obedecida por sus oficiales por el riesgo de provocar una guerra civil.[cita requerida] Intentó quedarse como simple político y dedicarse más a la familia, como si nada hubiera pasado, pero las nuevas autoridades serbias lo entregaron al tribunal de La Haya en 2001. Cuando la policía iba a su casa a llevárselo detenido se atrincheró junto con su familia con varias armas y amenazó con suicidarse y su hija efectuó varios disparos.
En julio de 2016, el Tribunal Internacional de La Haya, diez años después de que Slobodan Milošević, expresidente de la desaparecida Yugoslavia, muriera en extrañas circunstancias, lo exoneró de la responsabilidad en supuestos crímenes de guerra cometidos en Bosnia entre los años 1992-1995. La sentencia dice, igualmente, que en el curso de reuniones celebradas con serbios y funcionarios serbios-bosnios, «Slobodan Milosevic había afirmado que los miembros de otras naciones y grupos étnicos debían de ser protegidos, y que en el interés nacional de los serbios no debe figurar la discriminación en contra de otras etnias». En aquella ocasión «Milosevic declaró, además, que el crimen de los grupos étnicos debía ser combatido con energía».’

## Detención

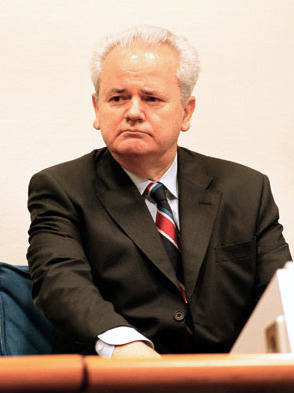
Milošević durante su comparecencia ante el Tribunal Penal Internacional para la antigua Yugoslavia en La Haya (Países Bajos), el 3 de julio de 2001.

En 2001 el Tribunal Penal Internacional para la antigua Yugoslavia solicitó la detención de Milošević al Gobierno formado por el que subió al poder Vojislav Koštunica tras ganar las elecciones, aunque Yugoslavia no había reconocido en ese momento la jurisdicción de dicho tribunal. El 1 de abril de 2001, tras dos tensas jornadas de resistencia, Milošević aceptó una entrega pactada en Belgrado y fue trasladado a La Haya, sin que se llevase a cabo en Yugoslavia un juicio sobre dicha extradición, tal y como señalaba la legislación penal yugoslava.
En la ciudad de La Haya se inició un proceso legal en el que se le acusaba de crímenes de guerra, contra la humanidad y genocidio, presuntamente acaecidos durante la guerra de Yugoslavia, tal y como fijó la fiscalía, y algunos documentos y declaraciones de testigos.

## Muerte
Milošević fue hallado muerto en su celda el 11 de marzo de 2006, en el centro de detención del tribunal penal en Scheveningen, en la ciudad neerlandesa de La Haya. Un oficial de la oficina de la fiscalía dijo que fue encontrado muerto a las 10:00 de la mañana del sábado. El Tribunal Penal Internacional para la antigua Yugoslavia dijo que padecía del corazón y su presión sanguínea era más alta de lo normal. Se esperaba que su juicio se reanudara el 14 de marzo de ese mismo año, con el testimonio del expresidente de Montenegro, Momir Bulatović.
El informe final de la investigación concluyó que Milošević falleció por causas naturales, descartando la presencia de cualquier sustancia que pudiera desencadenar un problema de corazón.

### Entierro

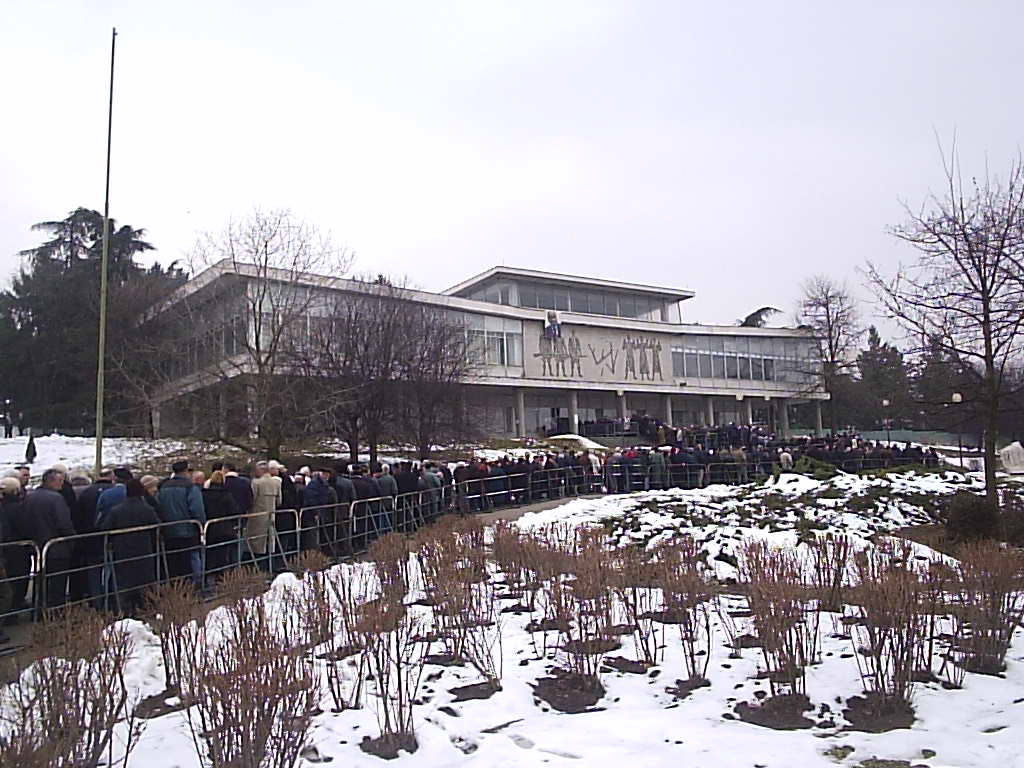
Funeral de Milosevic: una multitud de serbios esperando para rendir homenaje a Milošević en su domicilio de Belgrado.

Fue enterrado el 18 de marzo de 2006 en el jardín de la casa familiar en su ciudad natal, Požarevac, después de recibir un homenaje en la avenida central de la localidad. Fue enterrado junto al árbol donde se cuenta que en su adolescencia se juró amor con su esposa, Mirjana Marković. Su lápida de mármol blanco y gris lleva escrito en oro: Slobodan Milošević - 1941-2006.
El entierro, que tenía carácter familiar según las directrices impartidas por el Gobierno serbio, congregó a dirigentes del Partido Socialista de Serbia, altos cargos del gobierno de Milošević, militares que sirvieron en las Guerras Yugoslavas, y mucha gente venida de todos los rincones de Serbia y las regiones serbias de Bosnia-Herzegovina. Su familia no pudo asistir por no tener permitida la entrada en el país.